# Никола Жалов
Никола Костадинов Жалов с псевдоним Никола Хвойненски е български писател, краевед и редактор.

## Биография
Роден е на 16 януари 1900 г. (стар стил) в село Хвойна, тоагва в Чепеларска околия, днес в Смолянска област. Негови родители са Костадин и Гина Жалови, като Никола е първото дете на семейството, ккато след това има брат и сестра Иван и Величка.
Никола Жалов завършва първоначалното и прогимназиално си образование завършва в родното си село. След това заминава да учи в гимназия в град Станимака (сега Асеновград), където учи IV и V клас. По-късно се премества в I мъжка гимназия в Пловдив, която завършва през 1918 г. Негова учителка по български език и литература в Пловдивската гимназия е изявената за времето си литераторка госпожа Сеченова. Учителката му забелязва склонността на Жалов към литературата и по тази причина тя започва да се занимава извънкласно с литературното му образивание. Никола Жалов публикува първите материали в гимназиални издания под псевдонима Николай Хвойненски, с който се подписва и след това.
След завършването на средното си образование отбива военната си служба в I Пловдивски пехотен полк (1919 – 1920), а в периода 1920 – 1921 е преместен в т.нар. „Царска рота“ в Чамкория (Боровец). След отбиване на военната си служба работи (1921 – 1923) като касиер-счетоводител в мелницата на братя Пелтекови в Пловдив.
През ноември 1923 е назначен като домакин-снабдител в двореца в София, а през 1926 е преназначен за счетоводител в интендантството на цивилната листа на царя. През 1927 г. се венчава с Райна Костадинова Трифонова, родом от Брацигово, която го дарява с две деца Константин (1928) и Маргарита (1932).
През 1939 г. Жалов е приведен на работа в Кричим във връзка със строежа на тамошната царска резиденция. В периода 1941 – 1946 е на служба в царския дворец Евксиноград, където работи като домакин – счетоводител. След референдума през 1946 г. е уволнен и става безработен, но благодарение на дружбата си с екзарх Стефан през следващата година започва работа като счетоводител при църквата „Св. Седмочисленици“ в София, където работи до 1952 година.
От 1952 до пенсионирането си през 1960 г. Жалов работи като домакин-снабдител в „Софстрой“ – София. След пенсионирането си, всяка година, в продължение на 5 – 6 месеца живее в родното си село и продължава да работи върху всестранното изучаване на своя роден край.
В края на април 1965 г., след заболяване Жалов постъпва в държавната болница в Пловдив, където почива на 7 май същата година. На състоялото се погребение на Софийските централни гробища, траурно слово пред събралото се множество произнася Михаил Арнаудов.
Никола Жалов не дочаква осъществяването на мечтите си за духовно, социално и икономическо преобразяване на родния му край. Но за сметка на това, делото му, макар и да не е проучено изцяло, не остана незабелязано и неоценено. През лятото на 2000 година в родното му село бе чествана 100-годишнината от рождението на изтъкнатия хвойненец. Кметството на село Хвойна взима решение за именуване на една от селските улици на името на Никола Жалов, а на родната му къща да бъде поставена паметна плоча.

## Издателска и изследователска дейност
През 1930 г. организира издаването на илюстрованото списание „Родопски преглед“ и го редактира заедно с Т. Попратилов (Садукей) до края на 1931 година. По-късно става стопанин и издател и едноличен редактор на същото списание. До 1933 година, когато издаването е преустановено, от „Родопски преглед“ излизат общо 19 книжки. Целта на издателя е да превърне списанието в обществена трибуна за поставяне на важните проблеми на родопчаните. Благодарение на личните си контакти той привлича за сътрудници и автори на списанието видни родопчани: Стою Шишков, Васил Дечов, Николай Вранчев, Екзарх Стефан, а също така и писателя Антон Страшимиров, Константин Лукаш, Стефан Младенов и други.
През 1934 година е издадена най-значимата творба на Никола Жалов – повестта „Един сън – Рупчос през лятото на 1999“. С списание „Родопи“ (кн. 2/1966) Николай Хайтов пише за повестта:
„... Жалов воден от голямата си любов към своята Ропка (Рупчос) и желанието да я види напреднала и възродена в стопанско, просветно и културно отношение рисува светло бъдеще, един честит и заможен живот, така силно бленуван от онеправданото в миналото родопско население...“
Повестта е включена в сборника „Равноденствие“ през 2013 г.
Никола Жалов натрупва голям обем краеведска информация, като я обработва и систематизира в ръкописен вид.
В Държавния архив в Смолян, в личния архив на Никола Жалов се съхраняват 188 архивни единици – предимно ръкописи, отразяващи творческото дело на Никола Жалов, много от които недовършени поради преждевременната му кончина. В центъра на непубликуваното му творчество стоят селищните проучвания в Долен Рупчос, с тенденцията те да бъдат обвързани в един краеведски труд. В центъра на вниманието е родното му село Хвойна, но задълбочени изследвания той провежда и в съседните Бяла черква, Бачково, Борово, Дедево, Добралък, Дряново, Забърдо, Косово, Лилково, Малево, Наречен, Ситово, Сотир, Тъмраш и Югово. Ръкописните трудове отразяват богата палитра от краеведчески проучвания на техния автор: селищна и родова история; топонимия; предания и легенди; народни обичаи; народни песни; народна медицина; пътища и пътни съобщения в Рупчос; развитието на поминъка и занаятите; по-важните събития от историята на Рупчоския край като цяло (Османското нашествие, помохамеданчването, Балканската война, Съединението и пр.); портрети на родопчани и исторически личности; непубликувани статии и разкази, един незавършен роман пр. Независимо от незавършеността на една част от трудовете, като цяло ръкописното наследство оставено от Жалов, е ценно градиво за списването на няколко краеведски труда: за село Павелско „От далечността“ на Г. Пашев, 1983 г. и „Павелско“ от Й. Семерджиев, 1996; за с. Орехово „Орехово“ от А. Калинов, 1988 г.; за с. Хвойна „Светлини над Рупчос“ (1989) и „Хвойна – сърцето на Ропката“ (2004) от Г. Арнаудов. Но използваната от цитираните автори информация е една незначителна част от съдържанието на сътвореното от Н. Жалов, което в количество е с обем над 4300 листа (ръкопис и машинопис).

## Творчество
Жалов се изявява не само като редактор, но и като автор на стихотворения и проза. По-важни негови материали са:
- „През мъглите на миналото“ – 1930 г.
- „Подвигът на родопчанката“ – 1930 г.
- „Сън“ – 1930 г.
- „Хр. Попконстантинов“ – 1931 г.
- „Картини от Рупчос“ – 1931 г.
- „Добри ли сте?“ – 1932 г.
- „Сватбарски обичаи – напеви, Борово“ – 1932 г.
- „Калугерица“ – 1932 г.
- „През сърцето на Централните Родопи“ – 1932 г.
- „Родопци от старо време – Петър Гаралията“ – 1932 г.